# Състезание с яйце и лъжица
Състезанието с яйце и лъжица е спортно събитие, в което участниците трябва да балансират яйце (или обект с подобна форма) върху лъжица и да тичат с него до предварително определена финална линия. В много начални училища, състезанието с яйце и лъжица е част от провеждания ежегодно Ден на спорта, заедно с други дейности, като бягане с чувал и състезание на три крака.

## Рекорди
Редица рекорди в състезания с яйце и лъжица са поставени от Ашрита Фърман и публикувани в Световните рекорди на Гинес, включително за най-бързо представяне в следните категории:
- 100 m (19,39 секунди);[1]
- 100 m с държане с уста на лъжицата с яйцето (25,13 секунди);[2]
- 1 миля (7 минути, 8 секунди);[3]
- 1 миля с държане с две ръце на лъжицата с яйцето (8 минути, 5 секунди);[4]
- 1 миля с държане с уста на лъжицата с яйцето (9 минути, 29 секунди).[5]

През 1990 г. участник в Лондонския маратон финишира след три часа и 47 минути, в които носи лъжица със сурово яйце